# Lobaegis tuxtla
Lobaegis tuxtla là một loài tò vò trong họ Ichneumonidae.